# Cicurina arcuata
Cicurina arcuata es una especie de araña araneomorfa del género Cicurina, familia Hahniidae. Fue descrita científicamente por Keyserling en 1887.
Habita en los Estados Unidos y Canadá, desde Nueva Inglaterra y Canadá al sur de Georgia y al oeste de Luisiana y Misuri.